# Batékévävare
Batékévävare (Ploceus nigrimentus) är en fågel i familjen vävare inom ordningen tättingar.

## Utbredning och systematik
Fågeln förekommer från sydöstra Gabon (Lekoni) till centrala Angola och närliggande Demokratiska republiken Kongo. Den behandlas som monotypisk, det vill säga att den inte delas in i några underarter.

## Status
IUCN kategoriserar arten som livskraftig.

## Namn
Batéké är en högplatå på gränsen mellan Republiken Kongo och Gabon. Fågeln har på svenska också kallats svarthakad vävare.